# 입자 시스템

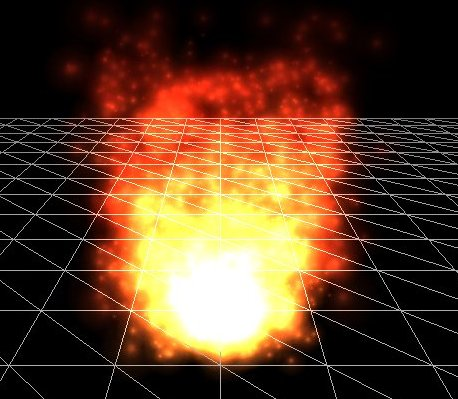
3dengfx에서 생성된 불 시뮬레이션에 사용되는 입자 시스템

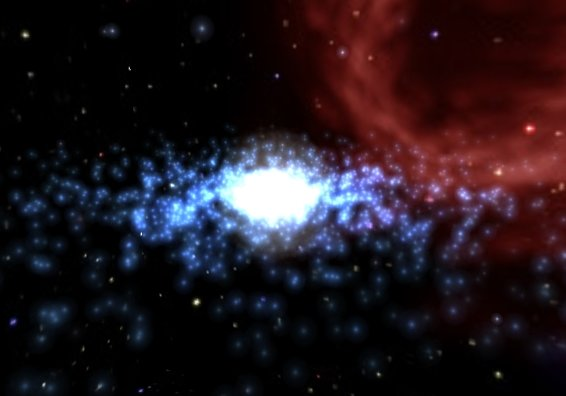
3dengfx에서 생성된 은하계를 시뮬레이션하는 데 사용되는 임시 입자 시스템

입자 시스템 또는 파티클 시스템(particle system)은 게임 물리학, 모션 그래픽스 및 컴퓨터 그래픽스 분야의 기술로, 기존의 렌더링 기술로는 재현하기 매우 어려운 특정 종류의 "퍼지" 현상을 시뮬레이션하기 위해 많은 미세한 스프라이트, 3D 모델 또는 기타 그래픽 개체를 사용한다. 이는 일반적으로 매우 혼돈된 시스템, 자연 현상 또는 화학 반응으로 인한 프로세스이다.
가상의 "창세기 효과"를 위해 1982년 영화 《스타 트렉 2: 칸의 분노》에 소개된 다른 예로는 불, 폭발, 연기, 움직이는 물(폭포 등), 불꽃, 낙엽, 낙석 현상, 구름, 안개, 눈, 먼지, 유성 꼬리, 별 및 은하 또는 빛나는 산책로의 복제가 포함된다. 마법 주문 등과 같은 추상적인 시각 효과의 경우 빠르게 사라지고 효과 소스에서 다시 방출되는 입자를 사용한다. 모피, 머리카락, 풀과 같이 많은 가닥을 포함하는 항목에 대해 전체 입자의 수명을 한 번에 렌더링하는 것과 관련된 또 다른 기술을 사용할 수 있으며, 그런 다음 문제의 재료의 단일 가닥으로 그려서 조작할 수 있다.
입자 시스템은 동작과 모양을 정의하는 규칙 모음에 따라 안내되는 공간의 점 그룹으로 정의된다. 입자 시스템은 아핀 변환으로 표현하기 어려운 역학 시스템 및 유체 역학의 정의를 단순화하기 위해 확률 과정을 사용하여 현상을 입자 구름으로 모델링한다.

## 같이 보기
- 입자법